# Christopher Connelly
Christopher Connelly, född 8 september 1941 i Wichita i Kansas, död 7 december 1988 i Burbank i Kalifornien (lungcancer), var en amerikansk skådespelare. Han var mest känd för att spela rollen som Norman Harrington i ABC-serien Peyton Place, vilket han gjorde från 1964 till 1969.
Connelly ligger begravd på Forest Lawn Memorial Park i Hollywood Hills i Los Angeles County, Kalifornien.

## Filmografi (i urval)

### Filmer
- 1963 – Smekmånad på tre
- 1964 – Drömbrud för sex
- 1964 – Krutrök
- 1972 – Corky
- 1972 – Tränad att döda?
- 1974 – Benji – alla tiders hjälte
- 1978 – Vikingarnas hämnd
- 1978 – Crash
- 1982 – Du eller ingen!
- 1982 – Manhattan Baby

### TV-serier
- 1964–1969 – Peyton Place (TV-serie)
- 1978 – Fantasy Island (TV-serie)
- 1979 – Kärlek ombord (TV-serie)